# Tchads historia
Den här artikeln handlar om Tchads historia.
De nutida hållningarna, institutionerna och problemen i Tchad har växt fram ur historiska traditioner och utvecklingar under mer än 1 000 år. Landet är befolkat av olika, men i många fall inbördes förbundna, folkgrupper vars framväxt kännetecknades av korsande migrationer, utbrytningar och omgrupperingar. De flesta av landets folkgrupper har i allmänhet sitt ursprung norr och öster om landets nuvarande gränser.
Tchads geografiska läge vid stora transsahariska handelsleder har också påverkat landets historiska utveckling. I början bestod handeln av varor och slavar som tillfångatogs vid räder mot grupper i söder. Samlingar av små stammar ledde till framväxten av en rad kungadömen och imperier i den centrala regionen, av vilka de viktigaste var Kanem-Bornu, Bagirmi och Wadai. Kungadömena och imperierna byggde sin makt på, och blev slutligen själva underkastade, räder och tributbetalningar. Även om det fanns tidiga samhällen både i norr och söder, är det mesta av landets historia koncentrerad till de muslimska folken i den centrala regionen.
De olika kungadömenas och imperiernas politiska öden påverkades ständigt av interna politiska splittringar och externa invasioner. Detta är faktorer som även hade inflytande på det politiska livet under 1970- och 1980-talen. Det politiska sönderfallet var påtagligt i både Bornu och Bagirmi då fransmännen kom i slutet av 1800-talet. Makthavarna i Wadai gjorde motstånd mot den franska framryckningen, medan ledarna i Bornu och Bagirmi såg fransmännen mindre som erövrare än som en motvikt till det blomstrande Wadai.
Fransmännen förklarade den centrala delen av Tchad officiellt pacificerad 1924 och hade innan dess påbörjat administrationen av en stor del av den icke-muslimska södern. I många avseenden har de nomadiska nordliga grupperna aldrig underkuvats och uppror i norr fortsatte att inträffa under 1980-talet.
Efter 1905 administrerades de centrala och norra delarna som ett territorium i en federation med Franska Ekvatorialafrika. Franska intressen var dock inriktade på andra territorier i federationen och fram till efter andra världskriget hade den franska närvaron liten påverkan på invånarna. Fransmännen begränsade införandet av sin politik till städer och deras obligatoriska jordbruksprogram till vad som idag är södra Tchad. Deltagande från den lokala befolkningen i den koloniala administrationen var marginell och fram till mitten av 1950-talet var nödvändiga utbildningsmöjligheter för sådant deltagande praktiskt taget obefintliga.
Efter andra världskriget infördes representativa institutioner vilket ledde till en ökning av antalet politiska partier. De politiska grupperingarna speglade den inhemska politiska utvecklingen i Frankrike och traditionella etniska grupperingar i Tchad. Kortlivade politiska koalitioner och utbrytargrupper var vanliga. När Tchad blev oberoende 1960 dominerades det politiska livet av folket i söder, lett av president François Tombalbaye, vars hårdföra politik fjärmade honom från stora delar av befolkningen och ledde fram till inbördeskriget i Tchad.
1988 återfick landet stabiliteten men skillnader mellan och inom etniska grupper, liksom regionala skillnader, fortsatte att hota Tchads utveckling mot nationell integration.

## Förhistorisk tid
Det område som numera kallas Tchad innefattar några av de arkeologiskt rikaste platserna i Afrika. Ett omkring 7 miljoner år gammalt fossil upptäcktes 2001 i Sahel. Enligt upptäckarna tillhör fossilet den äldsta kända medlemmen (arten) i det mänskliga släktträdet. Forskarna kallade den nya arten för Sahelanthropus tchadensis.
Under 6000-talet f.Kr. var den norra halvan av Tchad ett vidsträckt landområde som sträckte sig från floden Indus i öster till Atlanten i väster, där ekologiska förutsättningar möjliggjorde att människor kunde bosätta sig. Klippkonst som har hittats i Ennediregionen har daterats till innan 6000-talet f.Kr. och kan, tack vare verktygen som användes för att forma klipporna och de scener de visar, vara några av de äldsta bevisen på neolitisk produktion i Sahara. Mycket av lergodstillverkningen och de neolitiska aktiviteterna dateras längre tillbaka än de som fanns i Nildalen i öster.
Under den förhistoriska perioden var Tchad mycket fuktigare än idag, vilket visas av stora vilda djur som skildras i klippmålningar i Tibesti- och Borkouregionerna. Nutida språkforskning har visat att alla afrikanska språk söder om Saharaöknen (förutom khoisan) har sitt ursprung under förhistorisk tid i ett smalt band mellan Tchadsjön och Nildalen. Tchadinvånarnas ursprung är dock oklar. Flera av de upptäckta arkeologiska platserna har bara delvis studerats och andra platser har inte kartlagts.

## Kungadömenas era 900-1900
Huvudartiklar: Kanem-Bornu, Bagirmi, Wadai
Mot slutet av det första årtusendet e.Kr. började stater att bildas i centrala Tchad i den saheliska zonen mellan öknen och savannen. Under det följande årtusendet dominerades Tchads politiska historia av staternas relationer med varandra och påverkan på de människor som levde i statslösa samhällen i utkanterna. Nutida forskning har visat att infödda afrikaner grundade de flesta staterna, och inte immigrerade arabisktalande grupper vilket var uppfattningen tidigare. Arabisktalande och andra immigranter spelade dock, i och med islam, en betydande roll i formeringen och framväxten av staterna.
De flesta stater började som kungadömen där kungen ansågs gudomlig och begåvad med världsliga och andliga krafter. Alla stater var krigiska för att kunna överleva, men ingen stat klarade av att expandera till södra Tchad där skogar och tsetseflugor försvårade för kavallerierna. Kontrollen över transsahariska handelsvägar genom regionen lade grunden för kungadömenas ekonomi. De mest långlivade kungadömena enligt de flesta skrivna källor (av arabiska handelsmän och resande) var Kanem-Bornu, Bagirmi och Wadai.

## Fransmännens ankomst och den koloniala administrationen

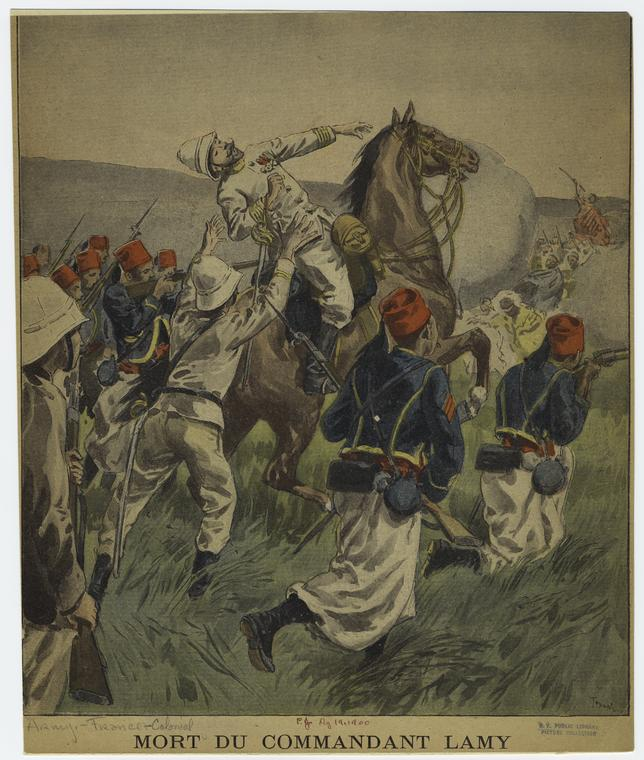
En fransk officer dödas vid ett slag, 1900

Europeiska intressen i Afrika ökade allmänt under 1800-talet. Motiverade av sökande efter rikedomar gick fransmännen från Centralafrikas västkust för att inta territoriet Ubangi-Chari (nuvarande Centralafrikanska republiken). De gjorde anspråk på området då de ansåg att det hade franska influenser och inom två år hade de ockuperat delar av vad som nu är södra Tchad. I början av 1890-talet drabbade franska styrkor samman med Rabih Fadlallahs styrkor, som hade genomfört slavrazzior i södra Tchad och plundrat bosättningarna i Kanem-Bornu, Bagirmi och Wadai. Efter år av nederlag besegrade de franska styrkorna till slut Rabih Fadlallah i slaget vid Kousséri 1900.
Två fundamentala teman dominerade Frankrikes kolonisering av Tchad: Frånvaron av en politik för att ena territoriet samt en modernisering i långsam takt. Fransmännen prioriterade inte Tchad som de ansåg vara mindre viktigt än icke-afrikanska territorier, Nordafrika, Västafrika och andra franska besittningar i Centralafrika. Fransmännen ansåg att Tchad huvudsakligen var en källa för råbomull och outbildad arbetskraft som kunde användas i de mer produktiva kolonierna i söder. Inom Tchad fanns varken viljan eller resurserna för att göra mer än att upprätthålla lag och ordning, men även denna funktion försummades ofta och under hela kolonialperioden var stora delar av Tchad utan styrning från N'Djamena (kallad Fort-Lamy före september 1973).
Tchad förenades 1905 med tre franska kolonier i söder; Ubangi-Chari, Moyen-Congo (nuvarande Kongo-Brazzaville) och Gabon, men Tchad fick inte status som separat koloni eller en förenande administrativ politik förrän 1920. De fyra kolonierna administrerades tillsammans som Franska Ekvatorialafrika under ledning av en generalguvernör stationerad i Brazzaville. Generalguvernören hade administrativ kontroll över federationen, bland annat inrikes säkerhet, ekonomi och finansiella affärer samt kommunikationen med den franske ministern över kolonierna. Viceguvernörerna, som också tillsattes av den franska regeringen, hade till uppgift att genomföra generalguvernörens order. Den centrala administrationen i Brazzaville kontrollerade noga viceguvernörerna trots reformisternas försök till decentralisering mellan 1910 och 1946. Tchads viceguvernör hade större autonomi tack vare avståndet till Brazzaville och Frankrikes betydligt större intresse för de andra tre kolonierna.
Även om Brazzavilles kontroll var svag var den ändå starkare än N'Djamenas kontroll av inlandet. I den stora prefekturen Borkou-Ennedi-Tibesti Prefecture nådde en handfull franska militärtjänstemän en tyst överenskommelse med ökeninvånarna. Så länge som karavantransporterna var relativt säkra och minimala nivåer av lag och ordning upprätthölls lämnades folket ifred. I centrala Tchad var de franska reglerna bara något mer gällande. I prefekturerna Wadai och Biltine fortsatte det inhemska motståndet mot fransmännen och i vissa fall myndigheter som försökte undertrycka banditer och stråtrövare. Den underbemannade koloniala administrationen hade ett begränsat inflytande över den torra Kanemprefekturen och de glest befolkade områdena i Guéra- och Salamatprefekturerna. Gammaldags räder fortsatte in på 1920-talet och 1923 rapporterades att en grupp senegalesiska muslimer på väg till Mecka tillfångatogs och såldes som slavar. Den franska regeringen var ovillig att bekosta de resurser som krävdes för en effektiv administration och svarade med sporadiska tvångsåtgärder och en ökad tillit till indirekt styre genom sultanaten.
Frankrike lyckades genomföra ett effektivt styre endast i söder, men fram till 1946 kom de administrativa direktiven från Bangui i Ubangi-Chari och inte från N'Djamena. Till skillnad från norra och centrala Tchad inrättades en direkt civil administration bland sarafolket, en etnisk grupp i söder, samt deras närboende. En annan skillnad mot övriga Tchad var att det uppstod en blygsam ekonomisk tillväxt i söder tack vare införandet 1929 av en storskalig bomullsproduktion. Inkomster och pensioner för de människor i söder som hade tjänstgjort inom den franska militären ökade också det ekonomiska välståndet.
Trots fördelarna av högre inkomst, skolor och vägar fick fransmännen ändå inte folkets stöd i söder. Utöver det tidigare missnöjet, som exempelvis mot bärare (manuella transporter som tog tusentals liv) och omflyttning av byar, var bönderna förbittrade över de obligatoriska kvoterna som krävdes vid produktionen av bomull som fransmännen köpte till felaktigt satta låga priser. Ledare med beskydd från regeringen missbrukade denna situation ytterligare eftersom de var bittra över fransmännens prissättning i en region med tidigare statslösa samhällen. Denna behandling av gemene man och den koloniala organisationen började under denna period att skapa en känsla av saraetnicitet bland människor med kollektiva identiteter som tidigare hade varit avgränsade till små släktbundna grupper.
Även om Frankrike hade lagt mycket energi på att erövra Tchad var den följande administrationen av territoriet halvhjärtad. Tjänstemän inom den franska koloniseringsmyndigheten tackade nej till uppdrag i Tchad så tjänster gick ofta till oerfarna eller negativt inställda tjänstemän. En historiker har kommit fram till att det var nästan omöjligt att anses som oduglig för tjänst i Tchad. Ändå inträffade periodvis stora skandaler och många av tjänsterna förblev vakanta. Exempelvis saknade 42 procent av Tchads underdivisioner officiella tjänstemän.
En händelse som inträffade 1935 fick långtgående konsekvenser ända fram till 1970- och 1980-talen. Det året förhandlade den franska kolonialadministrationen om en gränsjustering med Italien, kolonialmakten i Libyen. Justeringen skulle ha förflyttat gränsen mellan Libyen och Tchad 100 kilometer söderut genom Aouzouremsan. Fastän den franska nationalförsamlingen aldrig ratificerade överenskommelsen, blev förhandlingarna grunden för Libyens anspråk under flera decennier framåt.

## Avkoloniseringspolitik

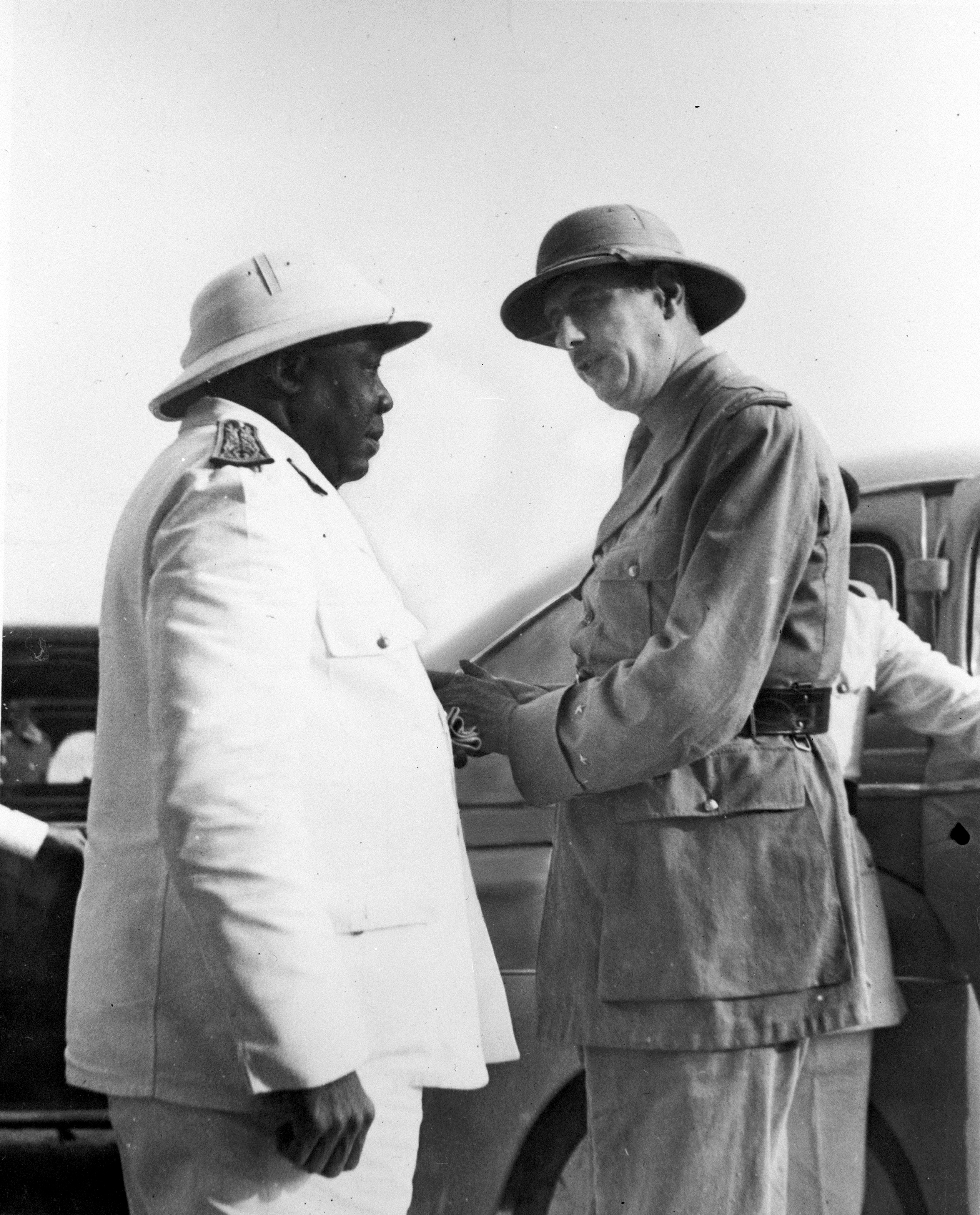
Félix Éboué och Charles de Gaulle.

År 1940 blev Tchad internationellt framträdande när dess viceguvernör Félix Éboué ledde resten av AEF-federationen till att stödja de fria franska styrkorna under ledning av Charles de Gaulle snarare än Vichyregimen i Frankrike. Tchad blev bas för överste Jacques Leclercs erövring av Fezzan (1940-43), och hela episoden blev grunden för ett bestående känslomässigt band mellan Frankrike under de Gaulles generation och Chad. Mer resurser och uppmärksamhet inflöt till Tchad än någonsin tidigare, och Eboué blev generalguvernör för hela AEF i november 1941.
Eboué, som var född i Franska Guyana av en afrikansk och en europeisk förälder, var livligt intresserad av de problem med kulturell förvirring som orsakades av obehindrad modernisering i Afrika. Han verkade för att återföra makt till autentiska traditionella ledare och samtidigt utbilda dem i moderna administrativa tekniker. Han erkände att afrikanska yrkesmän ur medelklassen hade en plats i städerna, men motsatte sig inflyttning av arbetare till städerna, och stödde istället skapande av integrerade industrier på landsbygden där arbetarna kunde vara kvar hos sina familjer. När Eboué dog 1944 förlorade Franska Ekvatorialafrika en viktig källa till progressiva idéer, och Tchad förlorade en ledare med betydande inflytande i Frankrike.
Franska väljare avfärdade många av de progressiva idéer som framförts av Eboué och andra efter att kriget tog slut. Trots detta tillerkände den grundlag som antogs 1946 Tchad och andra afrikanska kolonier rätten att välja en territoriell församling med begränsad makt. Församlingen valde i sin tur delegater till det franska allmänna rådet för hela Franska Ekvatorialafrika. Posten som generalguvernör omdöptes till hög kommissionär, och varje territorium vann rätten att välja representanter till Frankrikes parlamentariska organ, inklusive Nationalförsamlingen, Republikens råd och Franska unionens församling. De afrikanska folken blev franska medborgare och kolonierna benämndes franska territorier bortom havet. Men maktens verkliga plats förblev i Paris, och fransk personal fortsatte att dominera Franska Ekvatorialafrikas administration. Inget formellt försök att utbilda tchadiska afrikaner för poster i förvaltningen gjordes före 1955.
Till början av 1950-talet dominerades politikens utveckling i Tchad av politiska krafter med ursprung i Frankrike. De lokala valen vanns till stor del av medlemmar av Tchadiska demokratiska unionen (Union Démocratique Tchadienne-UDT), som var associerat med ett politiskt parti i Frankrike, Rassemblement du Peuple Français. UDT representerade franska handelsintressen och ett block av traditionella ledare som främst bestod av muslimsk och ouaddaïsk adel. Tchads europeiska befolkning inledde praxisen att använda förvaltningen för partipolitiska syften. Afrikanska tjänstemän som förknippades med organisationer som motsatte sig UDT blev snart avsatta eller flyttade till avlägsna posteringar. Exempelvis förlorade den senare presidenten François Tombalbaye sitt arbete som lärare och kom att göra tegelstenar för hand på grund av sin fackliga verksamhet och sin roll i oppositionspartiet Parti Progressiste Tchadien (PPT).
Ändå hade vid 1953 politiken börjat bli mindre europeiskt dominerad, och PPT framträdde som den främsta rivalen till UDT. Ledare för PPT var Gabriel Lisette, en svart kolonial administratör född i Panama som hade posterats i Tchad 1946. Han valdes till ledamot av Franska nationalförsamlingen och utsågs senare till generalsekreterare för Rassemblement Démocratique Africain (RDA), ett interterritoriskt, marxistiskt inriktat parti som ansågs ganska radikalt på den tiden. PPT var ursprungligen en territoriell gren av RDA och blev snabbt det politiska medlet för landets icke-muslimska intellektuella. Traditionella ledare uppfattade PPT som motsatt deras intressen och uppfattade att den lokala territoriella församlingen kunde påverka deras inkomster och makt negativt. Dessa faktorer övertygade traditionella ledare att bli mer aktiva i UDT, som på grund av inre motsättningar hade bytt namn i slutet av 1950-talet till Action Sociale Tchadienne (AST).
Fastän partinamnen ofta ändrades och dramatiska splittringar skedde under 1950-talet var det i huvudsak tre politiska block som konkurrerade i valen: UDT [AST], PPT, samt anhängare till Ahmed Koulamallah från prefekturerna Chari-Baguirmi och Kanem. Koulamallah var en skicklig politiker och karismatisk ledare för det islamiska brödraskapet Tijaniyya i Tchad. Han framställde sig vid olika tidpunkter och på olika platser som en medlem av bagirmiadeln (han var en förskjuten son till sultanen), en radikal socialistledare eller en militant muslimsk fundamentalist. Som en följd av detta var politiken under 1950-talet en kamp mellan södern, som mestadels stödde PPT, och det muslimska Sahelbältet, som föredrog UDT [AST]. Koulamallah spelade en vanligen splittrande roll i mitten.
År 1956 antog Franska nationalförsamlingen loi cadre (fullmaktslag), som ledde till större självstyre för Tchad och andra territorier i Afrika. Reformer i valsystemet ökade antalet röstberättigade, och makten började skifta från de glesbefolkade norra och centrala regionerna till den mer tättbefolkade södern. PPT hade blivit mindre militant och fått stöd från hövdingar i södern och medlemmar av den franska koloniala administrationen, men inte från privata franska handelsintressen. PPT och allierade partier fick 47 av de 65 platserna i valet 1957, och Lisette bildade den första afrikanska regeringen i Tchad. Han behöll dock sin majoritet i endast omkring ett år, innan grupperingar som representerade traditionella hövdingar drog tillbaka sitt stöd från hans koalitionsregering.
I september 1958 deltog väljarna i alla franska territorier i Afrika i en folkomröstningen om Femte republikens konstitution, som utformats under de Gaulles ledning. Av ett antal olika politiska och ekonomiska skäl stödde de flesta av Tchads politiska grupperingar den nya konstitutionen, och alla röstade för en resolution som förespråkade att Tchad skulle bli en autonom republik inom den franska gemenskapen. De tre andra territorierna inom Franska Ekvatorialafrika röstade på liknande sätt, och i november 1958 avskaffades Franska Ekvatorialafrika officiellt. Koordinering i sådana frågor tull och valuta fortsatte bland de fyra territorierna genom skriftliga avtal eller på en ad hoc-basis. Ändå stödde vissa tchadier bildandet av en än starkare fransk federation, snarare än självständighet. Den ledande förespråkaren för detta förslag var Barthélemy Boganda från Ubangi-Chari, men hans död 1959 och Gabons starka motstånd resulterade i politisk självständighet för alla fyra republiker som separata stater.
Efter att Lisettes koalition föll ihop i början av 1959 hade två andra allianser kortvarigt regeringsmakten. I mars återvände så PPT till makten, denna gång under ledning av Tombalbaye, en fackföreningsledare och representant från prefekturen Moyen-Chari. Lisette, vars makt underminerades på grund av hans icke-afrikanska ursprung, blev vice premiärminister med ansvar för ekonomisk samordning och utrikespolitik. Tombalbaye samlade snart tillräckligt politiskt stöd från de södra och norra delarna av landet för att isolera oppositionen till en samling konservativa muslimska ledare från centrala Tchad. Den senare gruppen bildade ett politiskt parti i januari 1960, men dess representation i parlamentet minskade stadigt genom att Tombalbaye lockade individuella ledamöter till PPT. Vid självständigheten i augusti 1960 hade PPT och södern tydligt uppnått dominans, men Tombalbayes politiska skicklighet gjorde det möjligt för observatörer att tala optimistiskt om möjligheten att bygga en bred koalition av politiska krafter.

## Tombalbaye-eran

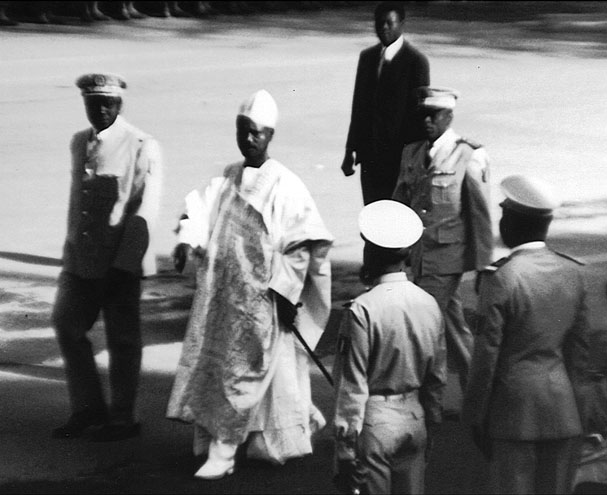
François Tombalbaye marscherar i en parad med anledning av tioårsjubileet av Tchads självständighet.

Tombalbaye ställdes inför en betydande uppgift när Tchad blev en suverän stat. Utmaningen för honom var att bygga en nation av ett vidsträckt och mångskiftande territorium som hade dåliga kommunikationer, få kända resurser, en begränsad marknad och en samling fattiga människor med skarpt åtskilda politiska traditioner, etniska och regionala lojaliteter och sociokulturella mönster. Kolonialmakterna som hade skapat landets gränser hade inte gjort mycket för att främja inbördes ekonomiskt beroende, politisk samverkan eller förståelse över kulturgränserna. Tchadier som hade hoppats att landets första president skulle visa sig vara en statsbyggare som 1200-talets Dabbalemi eller 1500-talets Aluma blev snart besvikna. Under dess första femton år genomgick Tchad under Tombalbaye försämrade ekonomiska förhållanden, så småningom alienering av de mest tålmodiga av utländska allierade, förvärring av etniska och regionala konflikter och svårartad försvagning av staten som styrmedel.

### Tombalbayes styre: Politik och metoder
Vid inledningen uppvisade Tombalbaye en autokratisk stil tillsammans med misstro mot demokratins institutioner. En vecka innan landet uppnådde självständighet rensade Tombalbaye ut Lisette från hans eget parti, förklarade Lisette som icke-medborgare medan han reste utomlands och förbjöd honom att återvända till Tchad. Denna "kupp genom telegram" var den första i en omfattande serie av Tombalbayes tilltagande auktoritära handlingar för att eliminera eller neutralisera motståndare.
För att öka sin makt och handlingsfrihet utlyste Tombalbaye ett förbud mot alla politiska partier utom PPT i januari 1962, och i april upprättade han ett presidentiellt styrelsesätt. När allvarliga upplopp bröt ut 1963 i N'Djamena och Am Timan utlyste regeringen undantagstillstånd och upplöste Nationalförsamlingen. Som ett led i en stor kampanj mot verkliga och inbillade politiska motståndare skapade Tombalbaye också en särskild brottmålsdomstol. Vid slutet av året innehöll landets fängelser ett veritabelt "vem är det" av tchadiska politiker. I juni 1964 gav en ny nationalförsamling Tombalbaye fullständig kontroll över alla tillsättningar till PPT:s politiska byrå, vilken då var den enda källan till politisk makt. Med PPT, regeringen och de högre nivåerna i förvaltningen fullpackade med lojala personer, och med oppositionsledare i fängelse, exil eller fullständigt koopterade hade Tombalbaye fullständig kontroll över landet.
Ett försök att afrikanisera förvaltningen och säkerhetsstyrkorna så snabbt som möjligt kompletterade Tombalbayes drive för personlig makt. Mellan 1960 och 1963 minskade antalet franska tjänstemän i den centrala förvaltningen från nittiofem till trettio (även om det totala antalet fransk personal ökade eftersom tekniska rådgivare anlitades för utvecklingsprogram), och vid slutet av 1962 var hela den territoriella administrativa strukturen i tchadiska händer. Dessutom ersatte enheter från Tchads nationella armé franska styrkor i prefekturen Borkou-Ennedi-Tibesti och i Abéché, en process som formellt fullbordades den 23 januari 1965.
Afrikaniseringen var inte helt och hållet populär bland Tchads jordbrukare och herdar, trots deras djupa ogillande mot franskt kolonialstyre. En nedgång i kvaliteten på statlig service märktes omedelbart, delvis på grund av de vanliga svårigheterna vid en övergång, men också eftersom många av de nyligen anställda och befordrade tchadierna var mindre erfarna och mindre adekvat utbildade än sina franska motsvarigheter. Tombalbaye ökade missnöjet 1964 genom att införa en extra skatt under eufemismen "nationellt lån". Förutom detta hävdades att vissa statstjänstemän tvingade medborgare på landsbygden att göra betalningar som var tre gånger så stora som den officiella skattesatsen. Det rapporterades i ökande utsträckning om korruption och annat maktmissbruk medan Tchads nya ämbetsmän blev medvetna om både det ökade trycket och de minskade begränsningarna på statstjänstemän.
Eftersom den stora majoriteten av landets västerländskt utbildade och franskspråkiga medborgare kom från södern innebar afrikaniseringspolitiken ofta ökad andel personer från södern i Tchads regering. Det som för västerländska iakttagare såg ut som framsteg för afrikanskt självstyre uppfattades av människor från de norra och centrala delarna av landet som ett alltmer uppenbart maktövertagande av personer från södern. För många i norra och centrala Tchad var sydtchadierna helt enkelt en annan grupp utlänningar, nästan lika främmande och arroganta som fransmännen. Tombalbayes misslyckande med att upprätta policyer för anställning och utbildning med syfte att åstadkomma större etnisk och regional balans i den offentliga förvaltningen var en av hans allvarligaste brister. En annan var hans frånvaro av framgång - eller brist på intresse - i att nå överenskommelser om maktdelning med viktiga ledare i Sahara- och Sahel-regionerna.
Missnöje med dessa brister uttrycktes med våld och regeringens svar var lika våldsamt. När muslimer gjorde upplopp i N'Djamena i september 1963 efter godtyckliga arresteringar av tre muslimska ledare reagerade regeringen snabbt och repressivt. Lite mer än ett år senare ledde ett gräl vid en danstillställning i den nordliga orten Bardaï till att en viceprefekt från sarafolket beordrade en hel bys befolkning att gå i fängelse, där många blev avklädda och alla blev förolämpade. Många fick godtyckliga böter för sådana brott som att bära skägg eller turbaner. Bland de som utsattes för ringaktning var Oueddei Kichidemi, den andlige ledaren för tedafolket, en toubougrupp. Explosiva konfrontationer som denna skedde upprepade gånger då oerfarna sydtchadier, som inte förstod mycket av och brydde sig ännu mindre om traditionerna hos de folkgrupper som de styrde, ersatte erfarna franska administratörer.
Vid denna tidpunkt, bara fem år efter självständigheten, ökade risken för väpnad konflikt. Politiker runtom i Tchad använde i stigande grad traditionella lojaliteter och fiendskaper till att fördöma motståndare och stärka det folkliga stödet för sina positioner. Med tanke på Tchads historiska arv av motsättningar har vissa historiker hävdat att även den mest kompetente ledaren med de mest upplysta politiska handlingssätt så småningom skulle ha ställts inför separatiströrelser eller väpnat motstånd. Tomalbaye påskyndade dock utbrottet av inbördeskonflikten genom att snabbt förbruka sin legitimitet genom repressiv taktik och favorisering av en viss region.

## Inbördeskriget
När det gäller perioden mellan 1966 och 1988 se artikeln om Inbördeskriget i Tchad. 

## Débyperioden
I slutet av 1980-talet växte dock rivaliteten mellan hadjerai-, zaghawa- och goranegrupperna inom regeringen. I april 1989 hoppade Idriss Déby, en av Habrés ledande generaler och zaghawa, av och flydde till Darfur i Sudan, varifrån han satte igång ett antal zaghawastödda attacker mot Habré. I december 1990, med stöd från Libyen och utan motstånd från de franska trupper som var stationerade i Tchad, gick Débys styrkor framgångsrikt mot N'Djamena. Efter 3 månader av provisorisk regering antog Débys parti Mouvement patriotique du Salut en nationell stadga den 28 februari 1991 med Déby som president.
Under de följande 2 åren utsattes Déby för åtminstone två kuppförsök. Regeringsstyrkor drabbade samman våldsamt med rebellstyrkor, däribland Mouvement pour la Démocratie et le Developpement (MDD), Comité de Sursaut National de la Paix et de la Démocratie (CSNPD), Front National du Tchad (FNT), och Forces Armées Occidentales (FAO), nära Tchadsjön och i sydliga delar av landet. Tidigare franska krav på att landet skulle hålla en nationell konferens ledde till att 750 delegater som representerade politiska partier (som legaliserades 1992), regeringen, fackföreningar och armén samlades för att diskutera skapande av en pluralistisk demokratisk regim.
Oroligheterna fortsatte dock, delvis tända av storskaligt dödande av civila i södra Tchad. CSNPD, som leddes av Kette Moise och andra grupper från södern, ingick ett fredsavtal med regeringsstyrkorna 1994, som senare föll samman. Två nya grupper, Forces Armées de la République Fédérale (FARF) ledd av Kettes tidigare allierade Laokein Barde och Front Démocratique pour le Renouveau (FDR), samt ett omformulerat MDD drabbade samman med regeringsstyrkor 1994-95.
Samtalen med politiska motståndare i början av 1996 gick inte bra, men Déby tillkännagav sin avsikt att hålla presidentval i juni. Déby vann landets första presidentval med flerpartisystem. I andra valomgången hade han stöd från oppositionsledaren Kebzabo och besegrade general Kamougue (ledaren för kuppen mot Tombalbaye 1975). Débys parti MPS vann 63 av 125 mandat i parlamentsvalet i januari 1997. Internationella observatörer noterade många allvarliga oegentligheter i både presidentvalet och parlamentsvalet.
Vid mitten av 1997 undertecknade regeringen fredsavtal med FARF och ledningen för MDD och lyckades skära av grupperna från deras baser i Centralafrikanska republiken och Kamerun. Överenskommelser slöts också med rebeller från Front National du Tchad (FNT) och Movement for Social Justice and Democracy i oktober 1997. Freden var dock kortlivad, då rebeller från FARF drabbade samman med regeringssoldater för att slutligen kapitulera inför regeringsstyrkorna i maj 1998. Barde dog i striderna, liksom hundratals andra sydtchadier, mestadels civilpersoner.
Från 1998 till 2003 skärmytslade rebeller från Mouvement pour la democratie et la justice au Tchad (MDJT) periodvis med regeringstrupper i Tibestiregionen, med hundratals offer bland civila, regeringssoldater och rebeller, men med lite vunnen eller förlorad terräng. Efter ett avtal med regeringen 2003 återgick flera hundra rebeller till Tchads armé. Beväpnade rester av MDJT dröjer kvar i Tibestiregionen, men ingen aktiv väpnad opposition framträdde i andra delar av Tchad.
I maj 2001 segrade Déby i första omgången av presidentvalet med 63% av rösterna. Parlamentsvalen sköts upp till våren 2002. Sex oppositionsledare arresterades (två gånger), och en partiaktivist från ett oppositionsparti dödades efter att valresultatet hade tillkännagivits. Trots uppgifter om korruption, favorisering av zaghawa och övergrepp av säkerhetsstyrkorna hade oppositionspartiers och fackföreningars uppmaningar till generalstrejker och mer aktiva demonstrationer mot regeringen ingen framgång.
I maj 2004 röstade Nationalförsamlingen för en ändring i grundlagen som skulle möjliggöra för president Déby att omväljas för en tredje period. Ändringen godkändes i folkomröstning i juni 2005 och innebar att begränsningen av antal presidentperioder avskaffades. I april 2006 attackerades huvudstaden N'Djamena av Forces Unies pour le Changement (FUC), som leddes av den etniska gruppen tama, samordnade med en annan rebellorganisation från president Débys etniska grupp zaghawa. Regeringen slog ned attackerna. Den 3 maj 2003 valdes Déby för en tredje period med en betydande majoritet, enligt officiella siffror.
Idriss Deby dog den 20 april 2021 vid fronten mot en rebellgrupp från norra Tchad..Han hade styrt landet med järnhand de senaste tre årtiondena sedan  december 1990. Han var en av Afrikas längst styrande ledare. Débys 37-årige son Mahamat Idriss Déby Itno, en fyrstjärnig general, ersatte den bortgångna presidenten. 